# Povijest Židova
Povijest Židova povijest je njihove religije i kulture, onako kako se razvijala i komunicirala s drugim narodima, religijama i kulturama. 
Iako se judaizam kao religija prvi put pojavljuje u grčkim spisima tijekom helenističkog razdoblja (323. – 31. pr. Kr.), a najranije spominjanje Izraela upisano je na steli Merneptaha iz 1213. – 1203. pr. Kr., spominjanja Izraelaca u vjerskoj literaturi sežu unazad do oko 1500 pr. Kr. Židovska dijaspora započela je s asirskim zatočeništvom i nastavila se povećavati u mnogo većem obujmu za vrijeme babilonskog progonstva. Židovi su također bili rašireni širom Rimskog Carstva, a to se nastavilo u manjoj mjeri i tijekom razdoblja bizantske vladavine u srednjem i istočnom Mediteranu. Bizantsko je Carstvo je 638. godine izgubilo kontrolu nad Levantom. Arapsko islamsko carstvo pod kalifom Omarom osvojilo je Jeruzalem i zemlje Mezopotamije, Sirije, Palestine i Egipta. Zlatno doba židovske kulture u Španjolskoj poklopilo se sa srednjim vijekom u Europi, razdobljem muslimanske vladavine na većem dijelu Iberijskog poluotoka. Tijekom tog vremena Židovi su bili općeprihvaćeni u društvu i cvjetao je židovski vjerski, kulturni i ekonomski život. Međutim, 1492. godine Židovi su primorani napustiti Španjolsku pa su masovno naselili Osmansko Carstvo i sadašnju Italiju. Između 12. i 15. stoljeća Židovi  Aškenazi proživljavali su jako progonjenje u srednjoj Europi, zbog čega su se selili u Poljsku. 
Tijekom klasičnog osmanskog razdoblja (1300. –  1600.), Židovi su, zajedno s većinom drugih zajednica u carstvu, uživali određenu razinu blagostanja. U 17. stoljeću u zapadnoj je Europi bilo mnogo značajnog židovskog stanovništva. U razdoblju europske renesanse i prosvjetiteljstva dogodile su se značajne promjene u židovskoj zajednici. U 18. su stoljeću Židovi počeli voditi kampanju za oslobađanje od restriktivnih zakona i integraciju u šire europsko društvo. Tijekom 1870-ih i 1880-ih židovsko stanovništvo u Europi počelo je aktivnije raspravljati o emigraciji u Izrael i ponovnoj uspostavi židovske nacije u svojoj nacionalnoj domovini. Cionistički pokret službeno je osnovan 1897. godine. U međuvremenu su Židovi Europe i Sjedinjenih Američkih Država stjecali slavu na polju znanosti, kulture i gospodarstva. Među onima su koji se općenito smatraju najpoznatijima znanstvenik Albert Einstein i filozof Ludwig Wittgenstein. Mnogi nobelovci u to vrijeme bili su Židovi, kao što su i danas.
Godine 1933., s dolaskom Adolfa Hitlera i nacista na vlast u Njemačkoj, položaj Židova postajao je sve teži. Ekonomske krize, rasno-antisemitski zakoni i strah od nadolazećeg rata naveli su mnoge Židove da pobjegnu iz Europe u Palestinu, Sjedinjene Američke Države i Sovjetski Savez. Godine 1939. počeo je Drugi svjetski rat i do 1941. Hitler je okupirao gotovo cijelu Europu, uključujući Poljsku, u kojoj su tada živjeli milijuni Židova, i Francusku. Godine 1941., nakon invazije na Sovjetski Savez, pokrenuto je Konačno rješenje, velika organizirana operacija neviđenih razmjera, usmjerena na uništenje židovskog naroda, a rezultirala je progonom i ubojstvom Židova u Europi, uključujući i europsku Sjevernu Afriku. Ovaj genocid, u kojem je metodično istrijebljeno oko šest milijuna Židova, poznat je kao holokaust ili Shoah (hebrejski izraz). U Poljskoj je tri milijuna Židova ubijeno u plinskim komorama u svim koncentracijskim logorima zajedno, a milijun samo u kompleksu logora Auschwitz.
Godine 1945. židovske organizacije otpora u Palestini ujedinile su se u Židovski pokret otpora, koji je napao britanske vlasti. David Ben-Gurion je 14. svibnja 1948. proglasio uspostavu židovske države u Eretz Izraelu poznate kao Država Izrael. Odmah zatim susjedne arapske države napadaju novu državu, ali se novoosnovana država odupire. Godine 1949. rat je završio i država Izrael počela se  razvijati i apsorbirati ogromne valove stotina tisuća Židova iz cijeloga svijeta. Danas je Izrael parlamentarna demokracija s preko 9 milijuna ljudi, od kojih su oko 7 milijuna Židovi. Najveće su židovske zajednice u Izraelu i Sjedinjenim Američkim Državama, a postoje i značajne zajednice u Francuskoj, Argentini, Rusiji, Velikoj Britaniji, Australiji, Kanadi i Njemačkoj.